# Ось які ми жінки
«Ось які ми жінки» (італ. «Noi donne siamo fatte così») — італійська кінокомедія 1971 року, знята режисером Діно Різі, з Монікою Вітті у головній ролі.

## Сюжет
Фільм складається з 12 новел, у кожній з яких Моніка Вітті грає головну роль, демонструючи різноманітні жіночі натури.

## У ролях
- Моніка Вітті — гравець на тарілках, Зої, Аннунціата, Тереза, Альберта, Еліана, Катерін, Еріка, Пальміра, Агата, Лаура, Фульвія
- Карло Джуффре — Фердінандо, чоловік Альберти
- Енріко Марія Салерно — Івано, супутник Зої
- Етторе Манні — гравець, компаньйон Терези
- Жан Ружель — епізод
- Мікеле Чімароза — чоловік Аннунціати
- Жак Стані — епізод
- Мішель Бардіне — наречений Лаури
- Том Феллегі — чоловік Фульвії
- Альберто Плебані — епізод
- Грета Вайллант — епізод
- Вітторіо Вітторі — Сфреджато
- Етторе Джері — епізод
- Луїджі Зербінаті — епізод
- Ренцо Маріньяно — епізод
- Ілеана Рігано — Маріна
- Клара Колозімо — епізод
- Пупо Де Лука — епізод

## Знімальна група
- Режисер — Діно Різі
- Сценарист — Діно Різі, Лучано Вінчендзоні, Джузеппе Каталано, Адже-Скарпеллі, Етторе Скола, Родольфо Сонеджо
- Продюсер — Едмондо Аматі
- Оператор — Карло Ді Пальма
- Композитор — Армандо Тровайолі
- Художник — Сільвано Мальта